# Nino Giannini
Nino Giannini (eigentlich Virgilio Giannini, * 10. Juli 1894 in Sanremo; † 17. Januar 1978 in Lido di Ostia) war ein italienischer Film- und Synchronregisseur.

## Leben
Giannini drehte ohne filmische Vorerfahrung 1921 nach eigenem Drehbuch (zugrunde lag eine Komödie von Eugène Scribe) Dita di fata, welchem er in den nächsten beiden Jahren je eine Arbeit folgen ließ. Anschließend arbeitete er für die Produktionsgesellschaft „S.A. Pittaluga“ und das Konsortium „EIA“, für die er einer der ersten und führenden Synchronregisseure Italiens wurde. 1939 erschien der von Giannini inszenierte Se quell'idiota che pensasse; vier Jahre später unter der Gesamtleitung von Roberto Rossellini L'invasore. In den folgenden beiden Jahren entstanden in der Republik von Salo drei weitere Filme unter seiner Regie, die seine Karriere nach Ende des Faschismus, dessen Anhänger Giannini seit 1922 war, auch beendeten.
Nach seiner Abkehr vom Film lebte Giannini im Villaggio dei Pescatori bei Lido di Ostia.

## Filmografie (Auswahl)
- 1921: Dita di fata
- 1945: Si chiude al'alba